# Madalena "Leninha" Oliveira

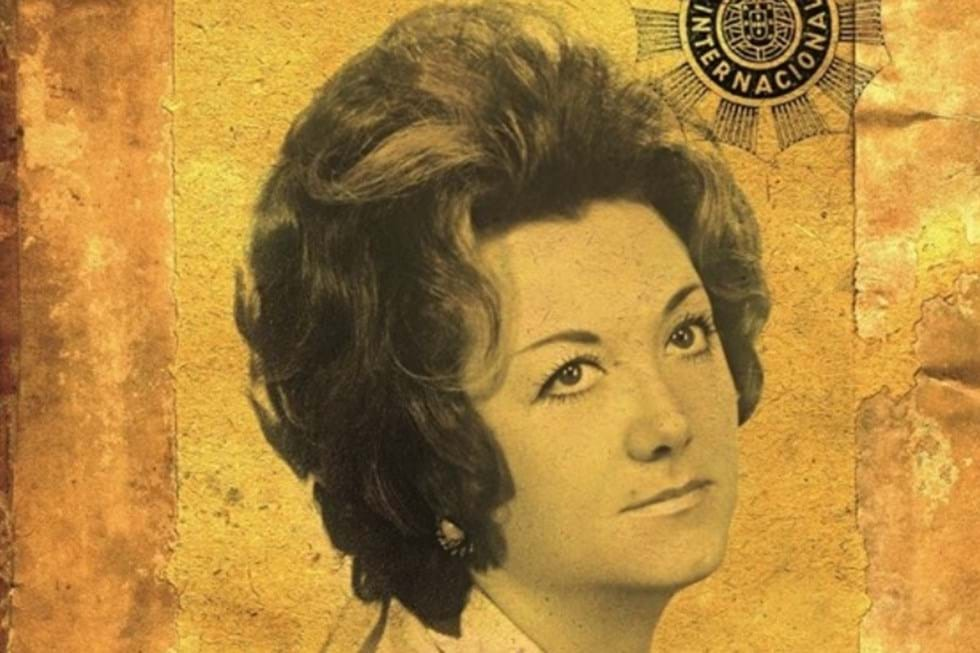
Pide "Leninha"

"PIDE Leninha" era o nome de código de Madalena das Dores Oliveira (1 de Abril de 1934, Setúbal - 22 de novembro de 2003), uma agente feminina que desempenhou um papel proeminente na polícia política do Estado Novo em Portugal, a PIDE (Polícia Internacional e de Defesa do Estado), exercendo sevícias interrogatórias sobre os detidos, em especial mulheres.

## Carreira na PIDE/DGS
A PIDE era uma organização notória pela sua repressão e perseguição a opositores políticos durante o regime ditatorial que vigorou em Portugal de 1933 até à Revolução dos Cravos em 1974.
Madalena Oliveira foi a única mulher a atingir o posto de chefe de brigada na PIDE, o que ocorreu em 1968. 
O seu codinome, "Leninha", sugere uma figura aparentemente inofensiva, mas na realidade, ela ganhou reputação como uma das agentes mais temidas devido à sua dedicação em aprimorar métodos de tortura.
O seu envolvimento na PIDE implicava a participação ativa na repressão de opositores políticos, muitos dos quais eram membros do Partido Comunista Português (PCP) e outros grupos que se opunham ao regime salazarista. Essa atuação incluía interrogatórios violentos e outras práticas de tortura para extrair informações e silenciar a dissidência. O director da PIDE, Silva Pais, declararia ela ser uma mulher de "méritos extraordinários". 

## Entre Fuga e Prisão
Madalena Oliveira, à semelhança de outros agentes da PIDE, foi presa após o 25 de Abril. Após ser libertada condicionalmente, tomou a ousada decisão de fugir para Madrid, Espanha, no carro de um amigo. Nessa cidade, encontrou apoio de antigos membros da PIDE, incluindo Barbieri Cardoso e Cunha Passo. Esses contatos proporcionaram a ela não apenas alojamento temporário em uma zona frequentada por prostitutas, mas também um emprego cuidando de crianças na residência de uma mulher basca.
Entretanto, essa situação de relativa estabilidade não perdurou. Segundo relatos de seu filho, Madalena estava constantemente descontente e ansiava voltar a Portugal, onde sua avó permanecia. Diante desse desejo, ela escreveu ao cônsul de Portugal em Madrid, admitindo ter abandonado precipitadamente o país e expressando o desejo de regressar. Contudo, essa tentativa de retorno resultou em sua prisão mais uma vez, sendo condenada a quatro anos de prisão.

## Vida Pessoal
Filha de Urgel de Oliveira e de Maria de Natividade Oliveira.
Madalena Oliveira não resistiu a um cancro nos ovários e morreu a 22 de Novembro de 2003

## Representações na Cultura
No romance "As Longas Noites de Caxias", a autora Ana Cristina Silva destaca a presença de uma testemunha crucial, uma figura que vivenciou diretamente os horrores da PIDE (Polícia Internacional e de Defesa do Estado). Essa testemunha é uma presa política que sofreu intensas torturas pelas mãos da temida agente feminina, conhecida como "Leninha" no livro.
A autora, ao construir a narrativa, baseou-se em entrevistas detalhadas com essa testemunha, que permaneceu anônima no romance, usando um nome fictício. Essa presa política serve como a inspiração por trás da personagem Laura Branco no livro, uma mulher que resistiu corajosamente às crueldades da PIDE Leninha.
As experiências reais e os relatos dessa testemunha fornecem uma base autêntica para as descrições do sofrimento das vítimas da PIDE, destacando a importância de preservar essas memórias dolorosas. Através do testemunho dessa personagem, o romance busca não apenas contar uma história, mas também alertar e sensibilizar os leitores para as profundezas da brutalidade infligida durante esse período sombrio da história portuguesa.

## Refências
1. 1 2  «Orlando Duarte». RTP Play. Consultado em 19 de janeiro de 2024
2. ↑  Pedro Jorge Castro, "A mulher mais violenta que trabalhou na PIDE", revista Sábado, 24 de outubro de 2015
3. ↑  «Orlando Duarte». Consultado em 19 de janeiro de 2024
4. ↑  Portugal, Rádio e Televisão de (4 de abril de 2019). «História da "PIDE `Leninha" e de uma presa que resistiu nas suas mãos chega a romance». História da "PIDE `Leninha" e de uma presa que resistiu nas suas mãos chega a romance. Consultado em 6 de novembro de 2024
5. ↑  Relação dos Agentes, Pessoal Administrativo e Auxiliar da Ex-PIDE/DGS. Ministério da Administração Interna. Lisboa: Imprensa Nacional Casa da Moeda. 1975. p. 154
6. ↑  «Livro de uma testemunha». Observador. Consultado em 19 de janeiro de 2024